# Ржепецкий, Владимир Карлович
Ржепецкий Владимир Михаил Карлович (7 ноября 1853 Ревель Российская империя — 6 сентября 1914 село Троицкое Ташкентский уезд Российская империя) — генерал-майор русской армии, участник походов русской армии в Туркестане.

## Биография
Представитель старинного дворянского польского рода Ржепецких. Воспитывался в Воронежской военной гимназии.
Службу начал 30 августа 1870 года юнкером после поступления в 3-е военное Александровское училище.
21 июля 1872 года окончил курс наук в училище по 1-му разряду и произведён в подпоручики в 1-м Туркестанском стрелковом батальоне.
18 января 1874 года за военное отличие в боевых действиях в Хивинском ханстве произведён в поручики.
16 ноября 1876 года за отличие в делах против Кокандского ханства произведён в штабс-капитаны.
7 июня 1880 года за отличие по службе произведён в капитаны.
В 1885 году окончил офицерскую стрелковую школу с отметкой «успешно».
25 июля 1890 года переведён на службу в 4-й Туркестанский стрелковый батальон.
26 февраля 1891 года произведён в подполковники с переводом в 88-й резервный пехотный кадровый батальон.
20 марта 1891 года переведён в 1-й Туркестанский стрелковый батальон.
31 июля 1900 года произведён в полковники с назначением командиром 1-го Туркестанского стрелкового батальона.
2 сентября 1903 года назначен командиром 17-го Восточно-Сибирского стрелкового Его Императорского Высочества Великого Князя Алексея Александровича полка.
13 июля 1905 года произведён в генерал-майоры.
2 августа 1905 года уволен по болезни от службы с награждением мундиром и пенсией.
6 сентября 1914 года скончался в собственном имении под с. Троицким Ташкентский уезд от хронической пневмонии.
Похоронен на Ташкентском Боткинском кладбище.

## Награды
Ордена:
- Орден Святой Анны 4-й степени с надписью «За храбрость» (21.1.1874 г.)
- Орден Святого Станислава 3-й степени с мечами и бантом (15.2.1876 г.)
- Орден Святой Анны 3-й степени с мечами и бантом (28.1.1877 г.)
- Орден Святого Станислава 2-й степени с мечами (28.1.1877 г.)
- Орден Святой Анны 2-й степени (29.12.1888 г.)
- Орден Святого Владимира 4-й степени с надписью «за 25 лет» (4.3.1898 г.)
- Орден Святого Владимира 3-й степени с мечами (6.12.1904 г.)
- Золотое оружие «За храбрость» (11.11.1904 г.)
- Орден Благородной Бухары 3-й степени (29.11.1897 г.)

Медали:
- Медаль «За Хивинский поход»
- Медаль «За покорение Ханства Кокандского»
- Медаль «В память царствования императора Александра III»
- Серебряная Медаль «За походы в Средней Азии 1853—1895 гг.»

## Интересные факты
- Владимир Карлович приходился родным братом подполковнику Карлу Карловичу Ржепецкому (1847—1894), останки которого были найдены в апреле 2017 г. в турецком городе Ардаган. Вначале предполагалось, что останки принадлежат русскому генералу и участнику русско-турецкой войны 1877-78 годов Василию Гейману.